# Nicolas-Pierre Loir
Nicolas-Pierre Loir (Parigi, 1624 – Parigi, 6 maggio 1679) è stato un pittore e incisore francese.
La sua produzione comprende prevalentemente quadri allegorici di ispirazione religiosa o storico-mitologica.

## Biografia
Nicolas Pierre Loir nacque a Parigi nel 1624 (il giorno non è noto), in seno ad una famiglia di orefici. Era il primogenito di Nicolas I Loir, orefice dal 29 ottobre del 1616. Suo fratello Alexis I Loir nacque nel 1640 e morì nel 1713.

All'inizio fu allievo di Sébastien Bourdon e di Simon Vouet, per poi divenire un seguace di Nicolas Poussin.
Dal 1647 sino al 1649 soggiornò in Italia in compagnia di André Félibien, segretario d'ambasciata. Visitando la collezione di quadri del Cavaliere Caziano del Pozzo, scoprì le opere di Nicolas Poussin (1594-1665), che lo colpirono assai. Dipinse così diverse opere ispirandosi a tale maestro. Ottenne un particolare successo con il suo quadro "Dario visita la tomba di Semiramide", mentre le copie delle opere di Poussin che aveva realizzato furono spesso scambiate per degli originali. Ciò attesta la sua abilità di pittore già all'inizio della carriera.
Nel 1650 Loir fu di nuovo in patria e lavorò per la "Compagnia degli orefici", occupandosi della cattedrale di Cattedrale di Notre-Dame. Al tempo stesso ricevette delle ordinazioni da parte di privati, dipinse pale d'altare e vari quadri per edifici religiosi. Fra questi si possono citare: "Prise d'habit de Saint Guillaume d'Aquitaine", per il parlatorio del convento dei "Feuillants di Parigi" in rue Saint-Honoré, una "Sainte Marie l'Égyptienne", per il convento dei Carmelitani di rue Saint-Jacques, e varie decorazioni per degli interni di edifici privati, come la galleria del Palazzo di Senneterre (poi distrutta).

Realizzò anche una galleria di quadri e opere varie per Henri du Plessis-Guénégaud nel suo castello presso Villeroy.
Loir dipinse e incise molte versioni della Sacra Famiglia. Per accettare una sfida fra pittori s'impegnò a dipingere questo soggetto in più di tre maniere diverse, senza nessuna somiglianza fra loro, e in un solo giorno riuscì a completarne dodici, tutte differenti.
Nel 1663 entrò nell'Académie royale de peinture et de sculpture grazie all'appoggio di Charles Le Brun e del re Louis XIV. Nell'Accademia Loir sarà prima professore, poi rettore. Tuttavia egli presentò il suo "Testo di accoglimento" nell'Accademia solo nel 1666: "Les Progrès de la Peinture et de la Sculpture sous Louis XIV". Pensionato del re a partire dal 1668 con un appannaggio di 4000 lire di pensione, Loir lavorò per la Manifattura dei Gobelins, nel castello di Saint-Germain-en-Laye alle Tuileries, dove realizzò numerosi soffitti, oggi scomparsi, e a Versailles dove dipinse sette tele per l'appartamento della regina Maria Teresa d'Austria (1638-1683); una di esse è attualmente conservata nel museo di Brou a Bourg-en-Bresse.

Nel 1669 il suo allievo François de Troy sposò sua cognata, Jeanne Cotelle.
Nicolas Loir morì a Parigi nel 1679 a 55 anni.

Lasciò ventiquattro quadri, dai quali sia suo fratello che Cochin, Boulanger e altri trassero numerose stampe.
Roger de Piles incluse il suo nome nella lista degli artisti francesi notevoli, annotando come egli fosse un eccellente disegnatore e figlio di un orefice.

Dézallier d'Argenville, dal canto suo ci ricorda come Loir fosse una persona dal carattere mite e umile, profondamente onesto e assai stimato dai suoi contemporanei. Dal suo matrimonio nacquero due figli di cui solo uno non continuò il mestiere del padre.

Jean Tiger (1623-1698) realizzò un ritratto di Nicolas Loir, rappresentandolo mentre tiene fra le mani un disegno raffigurante Hércule sur le bûcher ("Ercole sul rogo"). Quest'opera è conservata nel Museo del castello di Versailles. Infine, una sala del Palazzo de Vigny a Parigi porta il suo nome.

## Opere conservate nelle collezioni pubbliche
Germania
- Berlino, Bildagentur Preußischer Kulturbesitz: Projet pour un décor de plafond, disegno

Francia
- Angers, Museo di belle arti:
  - Moïse sauvé des eaux ;
  - Eliézer et Rébecca;
- Bourg-en-Bresse, Museo di Brou : Pithopolis femme de Pithes, o Pithopolis faisant servir des mets en or;
- Caen, Museo di belle arti: Alphée et Aréthuse, olio su tela;
- Cherbourg, Museo di belle arti:
  - Bérénice et Ptolémée;
  - Policrite;
- Digione :
  - Museo Magnin: Eliézer et Rébecca, olio su tela;
  - Museo di belle arti:
    - L'Enlèvement de Proserpine, olio su tela;
    - Pan et Syrinx, olio su tela;
    - Acis et Galathée, olio su tela;
- Le Neubourg, chiesa di Saint-Paul: La Résurrection du Christ;
- Parigi :
  - Cattedrale di Notre-Dame : Saint-Paul convertissant le proconsul Sergius en rendant aveugle le prophète Elymas ;
  - Chiesa di Saint-Barthélémy: Mariage mystique de Ste Catherine;
  - Museo del Louvre :
    - Mercure présentant Psyché à Jupiter, due disegni;
    - Composition mythologique pour la décoration d'un plafond, disegno;
    - Saint-Sébastien secouru par Irène et sa servante, disegno;
    - Étude de trois anges sur des nuages, dessin;
    - Vierge à l'Enfant avec le petit Saint-Jean, servie par un ange, disegno;
    - Reine s'adressant à des soldats, olio su tela;
    - Prise d'habit de Saint-Guillaume d'Aquitaine, olio su tela;
    - Jupiter et Junon, olio su tela, soffitto (smontato) del Grand Cabinet dell'appartamento di Maria Teresa al Castello di Versailles;

  - Hôtel de Senneterre: galleria di pittura, demolita per la realizzazione di "Place des Victoires";
  - Monastero reale di Saint-Bernard, in rue Saint-Honoré: Un cavalier qui descend de cheval et prend l'habit de l'ordre;
- Palazzo delle Tuileries :
  - Le Soleil assis sur son char avec plusieurs figures représentant les heures accompagnées des quatre parties du jour, anticamera degli appartamenti del re.
  - Quattro bassorilievi in falso bronzo ai quattro angoli del soffitto nella Sala delle Guardie;
- Marseille, Museo di belle arti di Marsiglia: Sainte Marie l'égyptienne;
- Quimper, Museo di belle arti: Moïse sauvé des eaux;
- Rennes, Museo di belle arti:
  - Le Repos de la Sainte famille en Égypte, olio su tela;
  - Saint-Paul rendant aveugle le faux prophète, olio su tela;
  - Allégorie, disegno;
  - Le Repos en Egypte, olio su tela;
  - Naissance d'Adonis, disegno;
- Saint-Germain-en-Laye, Castello:
  - Deux femmes tenant une couronne de laurier;
  - Flore entourée des Amours;
- Versailles, Castello di Versailles:
  - Allégorie de la Fondation de l'Académie Royale de Peinture et de Sculpture, o Progrès des arts du dessin sous le règne de Louis XIV, o Minerve et les arts, olio su tela;
  - Flore et Iris, soffitto;

Ungheria
- Budapest, Museo di belle arti: Cleobi e Bitone;

Romania
- Bucarest, Museo nazionale delle arti: Scène mythologique, disegno;

## Galleria d'immagini

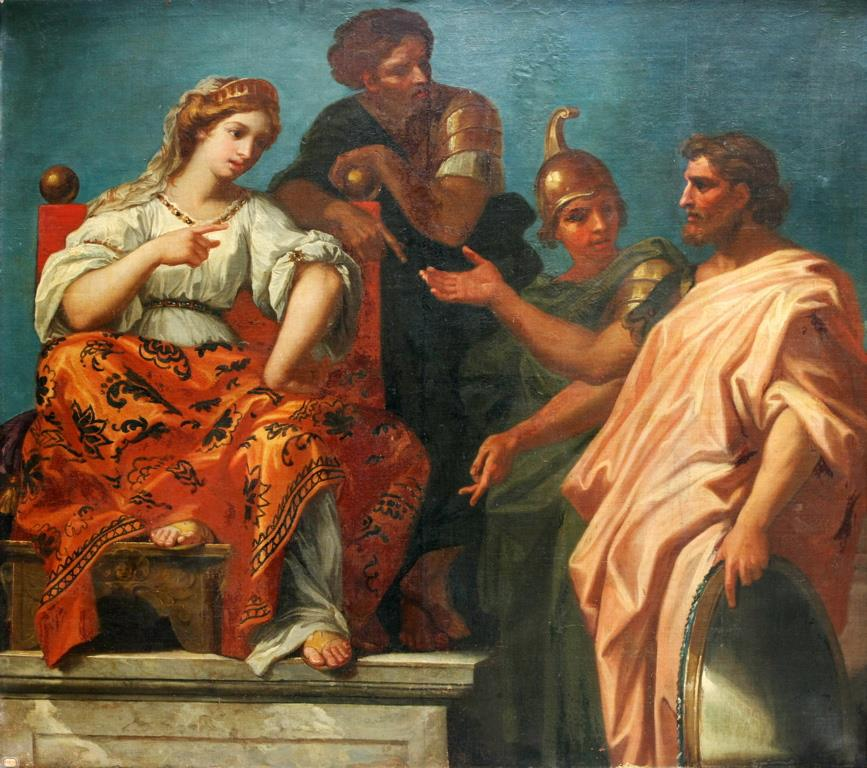
La regina ascolta un vegliardo
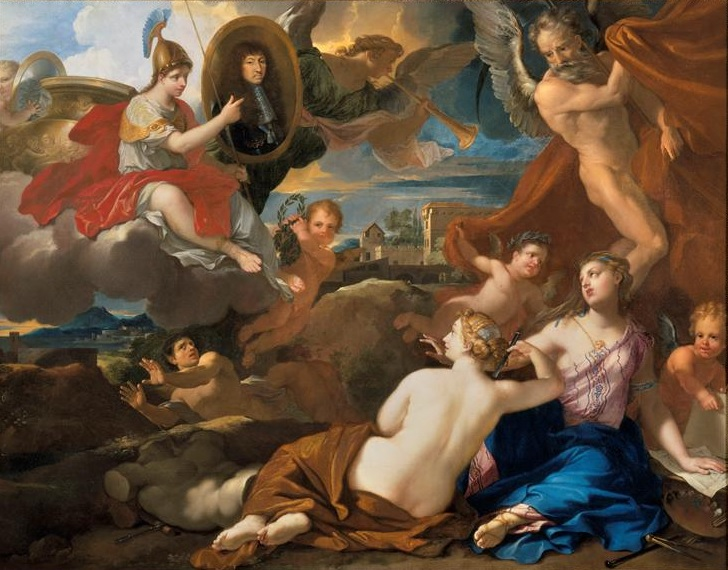
Allegoria (Versailles)
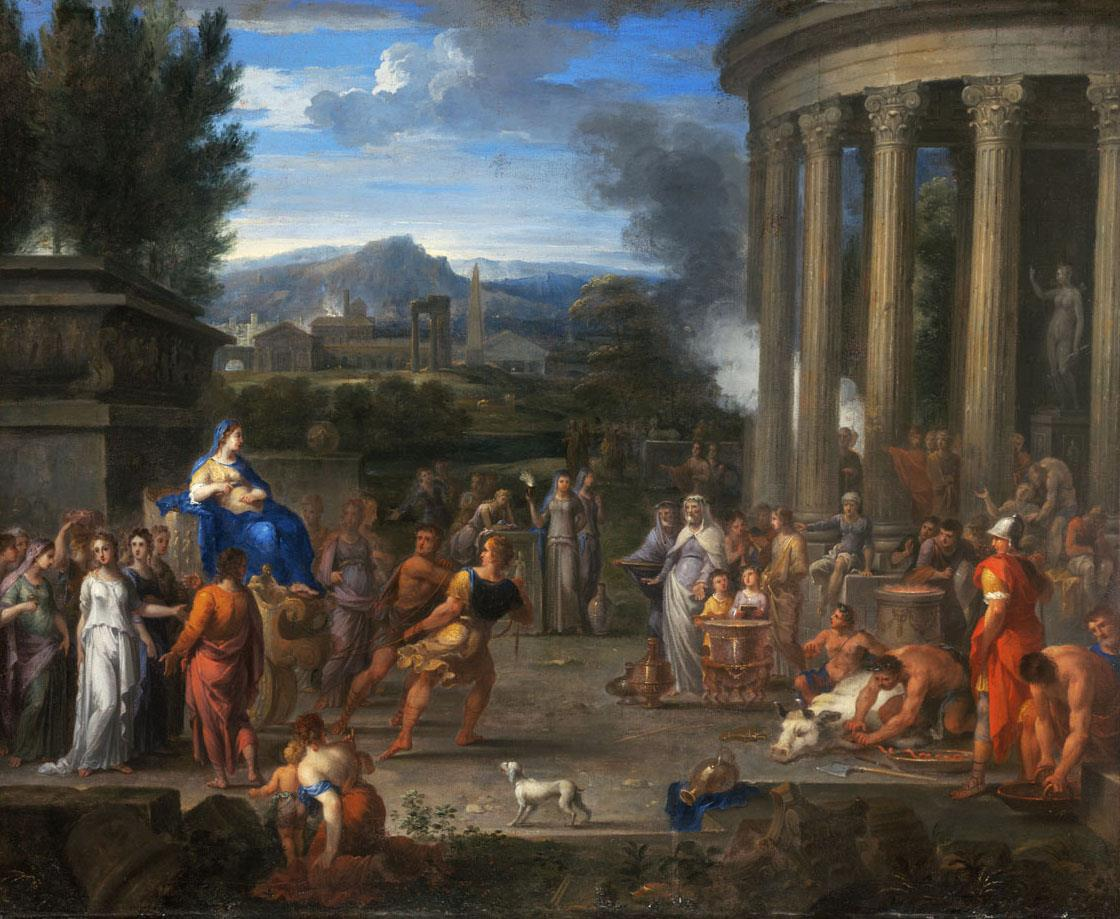
Cleobi e Bitone
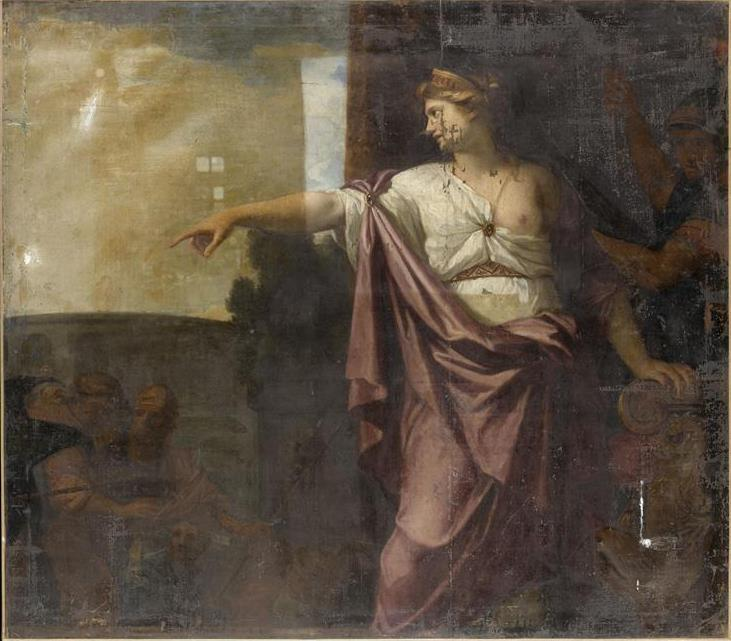
La regina si rivolge ai suoi soldati

## Opere scritte
- Pour embellir desseins, Les Chaises Roulantes, pubblicato da Nicolas Langlois I (1640-1703).
- L'Hiver, o Le Déluge de Poussin, conferenza di Nicolas Loir del 4 agosto 1668, in Mémoires inédites de Montaiglon, pubblicato da Alain Mérot nel 1996 nel volume Conférences de l'Académie royale. Paris, École nationale supérieure des beaux-arts, 1996.

## Collegamenti esterni

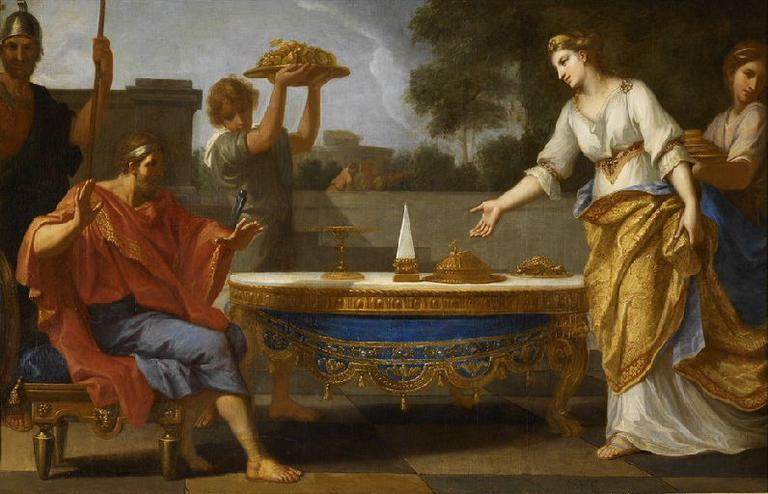
Pitopoli offre cibi d'oro al re Pites